# Deane Keller
Pour les articles homonymes, voir Keller.
Deane Keller (né le 14 décembre 1901 à New Haven et mort 12 avril 1992 à Hamden) est un artiste, universitaire, soldat, restaurateur d'art et conservateur américain.
Il a enseigné pendant quarante ans à la Yale School of Art et pendant la Seconde Guerre mondiale, il a été officier du Monuments, Fine Arts, and Archives program (Monuments Men).